# 料理東西軍
《料理東西軍》（どっちの料理ショー，直譯：哪道料理秀）是日本讀賣電視台於1997年4月17日到2005年3月17日所製作的美食綜藝節目。台灣緯來日本台於1999年開始引進，以日語原音、中文字幕播映。

## 內容
兩位主持人關口宏和三宅裕司，每集分別帶領兩個廚師團隊互相比較廚藝。每週都各選出一項特選素材，並作一道菜來進行比賽(有時會作套餐)。
每集來賓人數為7位，但《新料理東西軍》時期有時會出現9位來賓。來賓共有3次選擇機會：第1次為開始烹飪前；第2次為試吃後（但有時只會有1人透過轉盤獲得試吃機會）；第3次為最後選擇，全體來賓同時舉牌多數決，選贏的一方就可以吃到這次的料理，輸者則只能乾瞪眼(也有發生過該集所有來賓都選一樣的)。選輸的一方，廚師必須當場把自己做的菜撤出餐桌，並在錄影結束之後親自吃完自己做的菜，稱為“敗戰主廚的晚餐”（負けシェフの晩餐）。

## 影響
節目中對美食的介紹與兩隊競爭時的刺激，均培養了不少忠實觀眾，在日本及台灣兩地都獲得了極高收視率，本節目與《電視冠軍》及《火焰挑戰者》在台灣市場中均被視為日本優質電視節目的代表。每次預算平均都有三千萬日圓以上，甚至達到數億日圓。

## 停播
經過近八年的播放，《料理東西軍》的題材進入疲乏期。於是《料理東西軍》於2005年4月改版成為《新料理東西軍》（新どっちの料理ショー），將部份節目規則改變，一般觀眾也可參加錄影；但反應不如預期，收視表現也不如以前。加上節目助理主持人之一的日本電視台播報員炭谷宗佑在2006年2月20日傍晚在橫濱車站以照相手機偷拍1名16歲高中女生的裙底春光被捕，導致節目聲勢更一落千丈，也使得不少女性觀眾發起拒看行動。為此，讀賣電視台宣佈於2006年9月停播《新料理東西軍》，改播旅遊節目《東西軍旅行團》（ニッポン旅×旅ショー，直譯：日本旅遊×旅秀）。《東西軍旅行團》主持人一樣由關口宏與三宅裕司合作，並加入新血藤井隆。

## 特別節目
2007年新春播出特別版 －適合配飯的料理：『和風對中式』

## 演出者

### 主持人
- 關口宏
- 三宅裕司

### 旁白
- 前塚厚志

### 來賓
- 草彅剛（固定來賓）
- 其他六位來賓

### 外景採訪
- 炭谷宗佑（後期改由森圭介接手）
- 清水健

## 節目的變遷
| 日本讀賣電視台 | 日本讀賣電視台                              | 日本讀賣電視台 |
| -------------- | ------------------------------------------- | -------------- |
|                | 料理東西軍 （1997年4月17日－2005年3月17日） |                |
| —              | —                                           |                |

| 臺灣緯來日本台 | 臺灣緯來日本台          | 臺灣緯來日本台 |
| -------------- | ----------------------- | -------------- |
|                | 料理東西軍 （1999年－） |                |
| —              | —                       |                |